# BLS BCFZe 4/6
| BLS-Gruppe CFZe 2/6 und BCFZe 4/6 | BLS-Gruppe CFZe 2/6 und BCFZe 4/6    | BLS-Gruppe CFZe 2/6 und BCFZe 4/6                              |
| --------------------------------- | ------------------------------------ | -------------------------------------------------------------- |
|                                   |                                      |                                                                |
| Bauartbezeichnung:                | CFZe 2/6 ab 1962 BDZe 2/6            | BCFZe 4/6 ab 1962 ABDZe 4/6 ab 1986 BDe 4/6 seit 2011 BCFe 4/6 |
| Nummerierung:                     | BSB 681a ab 1945 GBS 751 ab 1960 711 | BLS 731 BN 736–737 ab 1986 STB 102, 103 seit 2011 BLS 736      |
| Hersteller:                       | SIG, SAAS                            | SIG, SAAS                                                      |
| Baujahr:                          | 1938                                 | 1938                                                           |
| Achsformel:                       | B0’2’2’                              | B0’2’B0’                                                       |
| Länge über Puffer:                | 29'400 mm                            | 41'500 mm                                                      |
| Gesamtradstand:                   | 26'150 mm                            | 38'100 mm                                                      |
| Dienstmasse:                      | 47 t                                 | 80 t                                                           |
| Reibungsmasse:                    | 22 t                                 | 56 t                                                           |
| Höchstgeschwindigkeit:            | 80 km/h                              | 110 km/h                                                       |
| Stundenleistung:                  | 353 kW (480 PS)                      | 706 kW (960 PS)                                                |
| Anfahrzugkraft:                   | 46 kN                                | 59 kN                                                          |
| Stundenzugkraft:                  | 24 kN bei 53 km/h                    | 32 kN bei 79 km/h                                              |
| Triebraddurchmesser:              | 920 mm                               | 920 mm                                                         |
| Laufraddurchmesser:               | 850 mm                               | 870 mm                                                         |
| Anzahl Fahrmotoren:               | 2                                    | 4                                                              |
| Übersetzungsverhältnis:           | 1 : 5,23                             | 1 : 3,5                                                        |
| Sitzplätze:                       | 86+5 (3. Klasse)                     | 16+2 (2. Klasse) 106+9 (3. Klasse)                             |

Die BCFZe 4/6 und CFZe 2/6 der BLS-Gruppe, wie andere Triebwagen der BLS auch als «Blaue Pfeile» bezeichnet, waren zweiteilige Gelenktriebwagen mit drei Drehgestellen. Der CFZe 2/6 hatte im Gegensatz zu den BCFZe 4/6 nur ein statt zwei angetriebene Drehgestelle und nur deren halbe Leistung.
Ab 1962 wurden die drei Fahrzeuge als ABDZe 4/6 und BDZe 2/6 bezeichnet. 1985 wurde der ABDZe 4/6 737 und ein Jahr später der BDZe 2/6 ausrangiert. Die beiden ABDZe 4/6 wurden 1985 von der Sensetalbahn (STB) übernommen, wo der BDe 4/6 102 als Ersatzteilspender für die Nummer 103 diente und 1997 abgebrochen wurde. Triebwagen 736 wurde von 2011 bis 2014 als historisches Fahrzeug BCFe 4/6 restauriert.

## Beschaffung

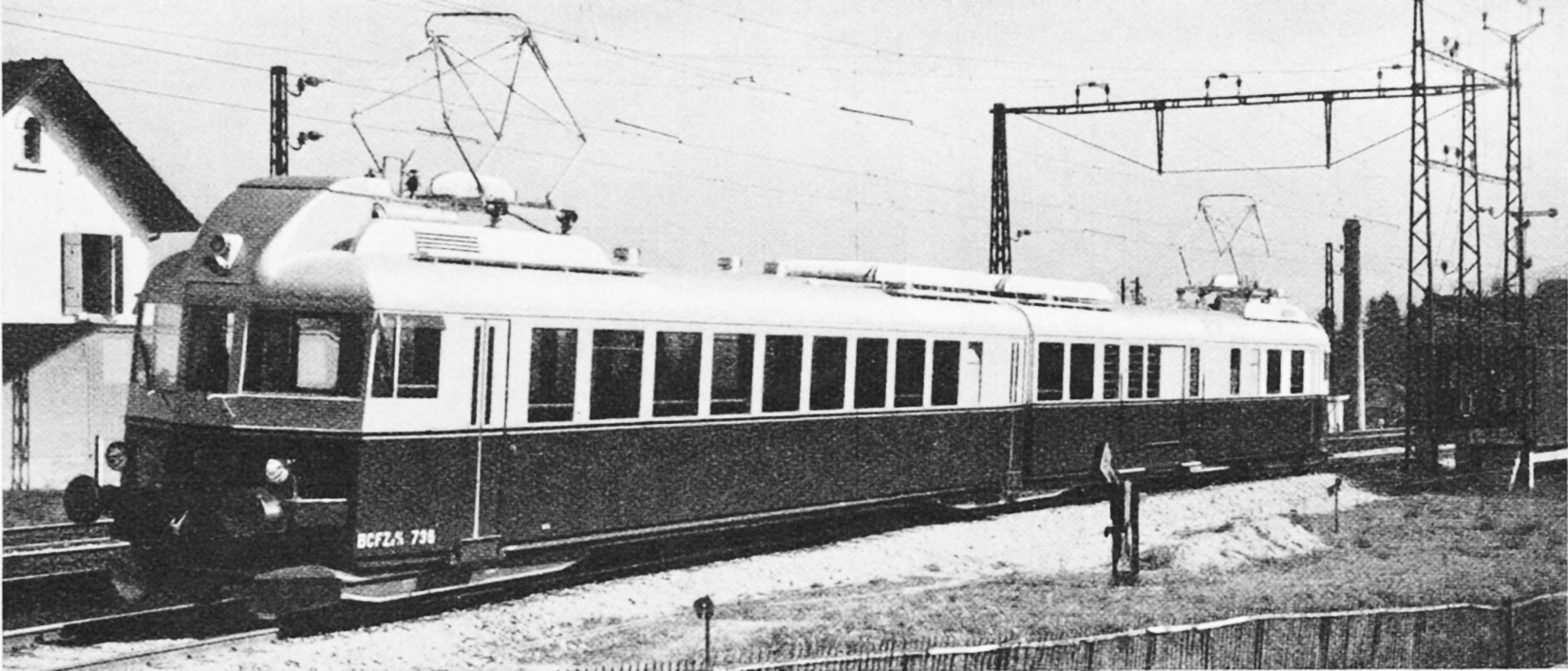
Fabrikneuer BCFZe 4/6 736 im Versoix bei Genf.

In den 1930er-Jahren wurden in mehreren Ländern Europas Leichtbaufahrzeuge für den Regionalverkehr entwickelt, um Kosten gegenüber lokbespannten Züge einzusparen. Nach der Beschaffung der erfolgreichen Einzeltriebwagen Ce 2/4 727 und 787 wollten die Bern-Lötschberg-Simplon-Bahn (BLS) und die Bern-Neuenburg-Bahn (BN) im Regional- und Ausflugsverkehr auch auf stärker frequentierten Strecken Leichttriebwagen einsetzen und bestellten bei der Schweizerische Industrie-Gesellschaft (SIG) und den Société Anonyme des Ateliers de Sécheron (SAAS) drei BCFZe 4/6. Eine „Genossenschaft für die Anschaffung und Vermietung eines elektrischen Leichtmotorwagens BSB (Bern-Schwarzenburg-Bahn)“ bestellte den Einzelgänger CFZe 2/6. Dank eines Gepäck- und eines Postabteils konnte auf das Mitführen eines Gepäck- und Bahnpostwagens verzichtet werden.

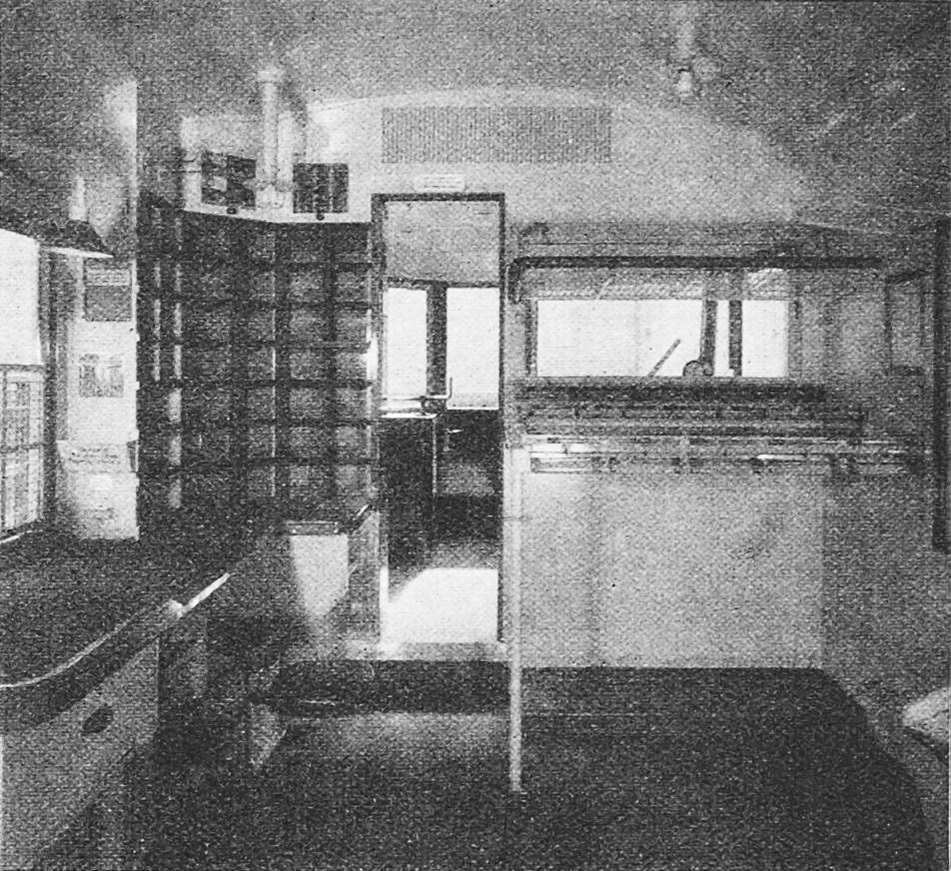
Postabteil des CFZe 2/6, welches das Mitführen eines Postwagens überflüssig machte

„Ende März 1936 unterbreitete Sécheron der BLS das gewünschte Angebot für die Lieferung von 2 bis 3 ‚elektrischen Zweiwagenzügen‘. Für die Herstellung des wagenbaulichen Teils, das heisst der Fahrzeugkästen, der Drehgestelle und der gesamten Innenausstattung, hatte Sécheron die Schweizerische Industrie-Gesellschaft (SIG) in Neuhausen ausgewählt. Der vorgeschlagene neue Zug war ein sechsachsiger Gelenktriebwagen mit zwei Triebdrehgestellen und einem in Fahrzeugmitte angeordneten Laufdrehgestell. Er verfügte über 18 Sitzplätze 2. Klasse, 108 Sitzplätze 3. Klasse, einen Gepäckraum und ein Postabteil. An Wochenenden sollten im Gepäckraum zusätzlich 40 Stehplätze angeboten werden können. Das leere Fahrzeug wog 63 Tonnen und kostete 325'000 Franken.“
„Eine alleinige Finanzierung der drei neuen Doppelpfeile schätzte der Direktor der BLS, Friedrich Volmar, als unmöglich ein. Am 11. März 1936 fragte Volmar den Vorsteher des Eidgenössischen Post- und Eisenbahndepartements, Bundesrat Marcel Pilet-Golaz um finanzielle Unterstützung durch den Bund an. Am 4. April 1936 folgte bei der Zentralstelle für Arbeitsbeschaffung das offizielle Gesuch. Er wies auf den Erfolg der fünf Leichtmotorwagen, das vorteilhafte technische Konzept des Doppelpfeils und das günstige Angebot von Sécheron hin. Er beschrieb die schwierige finanzielle Lage der BLS. Der Bund bewilligte Fr. 59'000.– pro Fahrzeug. Die Kantone Genf und Schaffhausen – Standorte der beiden Lieferfirmen Sécheron und SIG – trugen pro Fahrzeuge weitere Fr. 39'000.– bei. Insgesamt betrug die Unterstützung der öffentlichen Hand beachtliche 30 %. Die drei Triebwagen, einer für die BLS, zwei für die BN, konnten bestellt werden.“
„Die 1920 von der BLS beschaffte Zugskompositionen hatten ein Bruttogewicht von 168 Tonnen. Sie bestanden aus einer Lokomotive, zwei Personenwagen mit insgesamt 132 Sitzplätzen und einem Gepäck-/Postwagen. Das entsprach 1,2 Tonnen pro Sitzplatz. Im Vergleich dazu brachte ein neuer Leichttriebzug mit derselben Kapazität bloss 80 Tonnen auf die Waage. Die Halbierung des Zugsgewichts bedeutete auch eine Halbierung der benötigten Traktionsenergie und damit der entsprechenden Stromkosten. Überdies entfielen mit den Leichttriebzügen die umständlichen Rangiermanöver in den Endbahnhöfen.“
Die SIG in Neuhausen lieferte den mechanischen Teil, die SAAS in Genf stellten den elektrischen Teil her und besorgten die Endmontage der Triebwagen. Die Triebwagen der BLS-Gruppe hatten normalerweise 700er-Nummern: 1938 erhielt die BLS den BCFZe 4/6 731, die BN die BCFZe 4/6 736–737 und die BSB den CFZe 2/6, der mit der 681 eine unübliche Fahrzeugnummer erhielt.
Die Möglichkeit einer Beschaffung weiterer Triebwagen kam nicht mehr zustande, denn der Zweite Weltkrieg liess den Verkehr zusammenbrechen. Im Gegensatz zu den Roten Pfeilen der SBB, denen nur eine kurze Einsatzzeit beschieden war, setzte die BLS-Gruppe voll auf Leichtbaufahrzeuge und beschaffte nach dem Krieg bis 1964 vier Teilserien von weiterentwickelten Blauen Doppelpfeilen BCFe 4/8.

## Beschreibung

### Mechanische Konstruktion

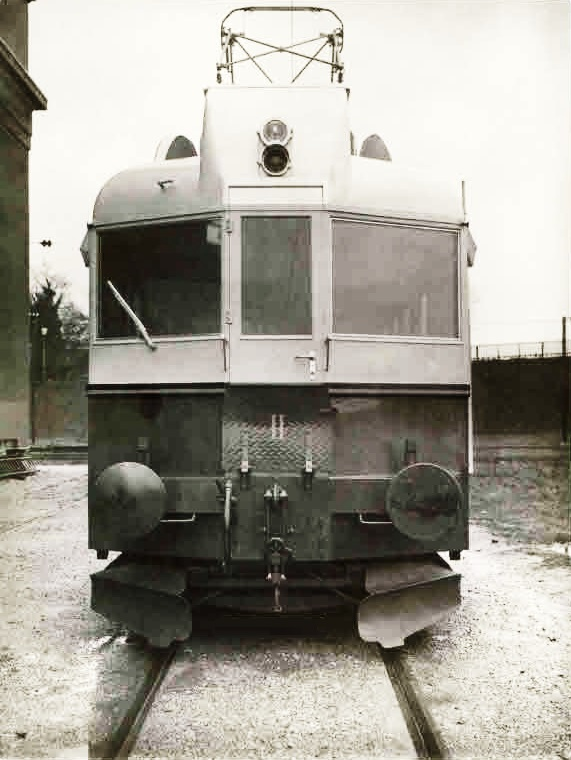
Stirnseite des BCFZe 4/6 736 mit Übergangstüre

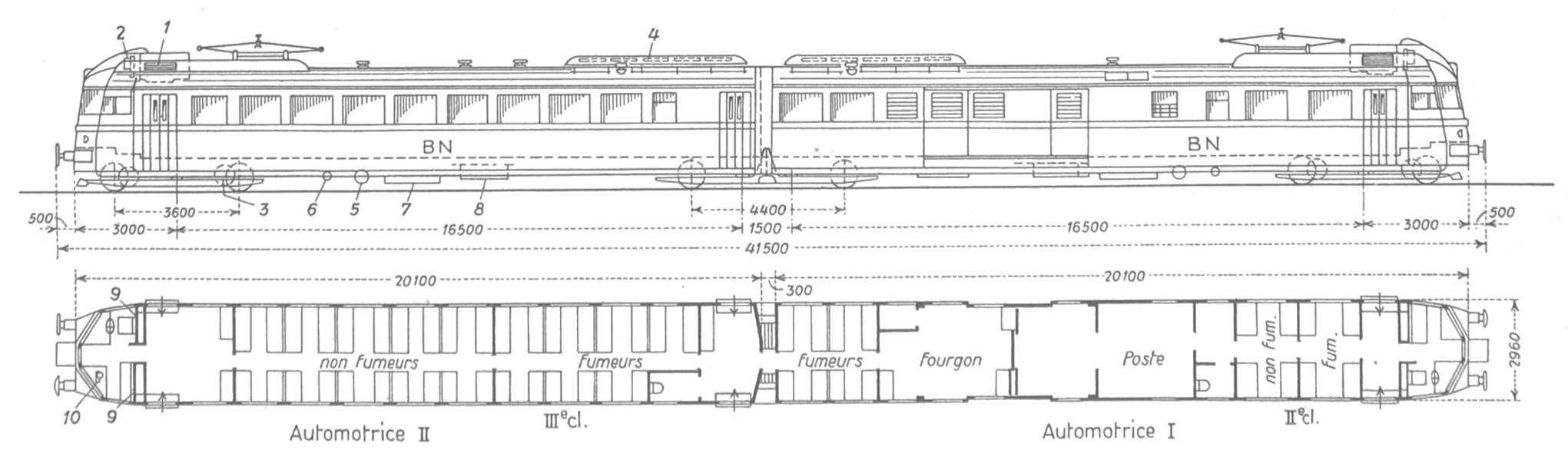
Typenskizze des BCFZe 4/6 mit Nichtraucher (non fumeur), Raucher- (fumeur), Gepäck- (fourgon) und Bahnpostabteil (poste). Legende siehe unten.

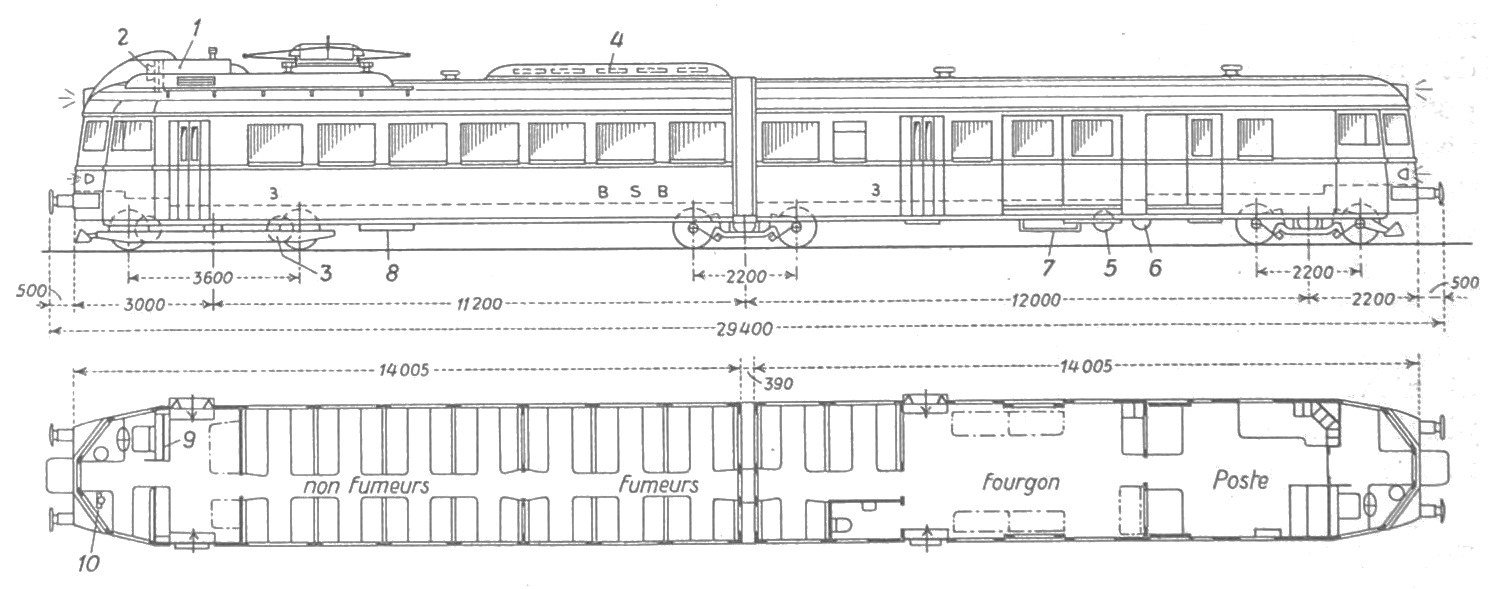
Typenskizze des CFZe 2/6
Legende: 1 Stufentransformator, 2 Schützensteuerung, 3 Traktionsmotor, 4 Bremswiderstände, 5 Kompressor, 6 Umformer, 7 Batterie, 8 Shunt für Traktionsmotor, 9 Elektrotableau, 10 Wendeschalter

Beim Bau der Blauen Pfeile kamen mehrere neue technische Errungenschaften zur Anwendung. Die Gelenktriebwagen wurden nach den damals neuen Gesichtspunkten als Leichtbaufahrzeuge konstruiert, wobei die SIG von den beim Bau der Ce 2/4 der BN und der CLe 2/4 der SBB gemachten Erfahrungen profitieren konnte. Wichtigste Merkmale waren der selbsttragende verwindungssteife Wagenkasten aus Stahlblech mit tief liegendem Fussboden. Die Anwendung des zu dieser Zeit neuen elektrischen Schweissverfahrens anstelle von Nieten reduzierte das Gewicht und liess die Fahrzeuge windschnittig und elegant aussehen. Die Front der Führerstände bestand aus einer mittigen Übergangstüre zu allenfalls angehängten Reisezugwagen und zwei seitlichen Frontpartien. Farblich wurden die Leichttriebwagen mit dem bei den Blauen Pfeilen der ersten Generation eingeführten blau-crèmen Anstrich versehen.

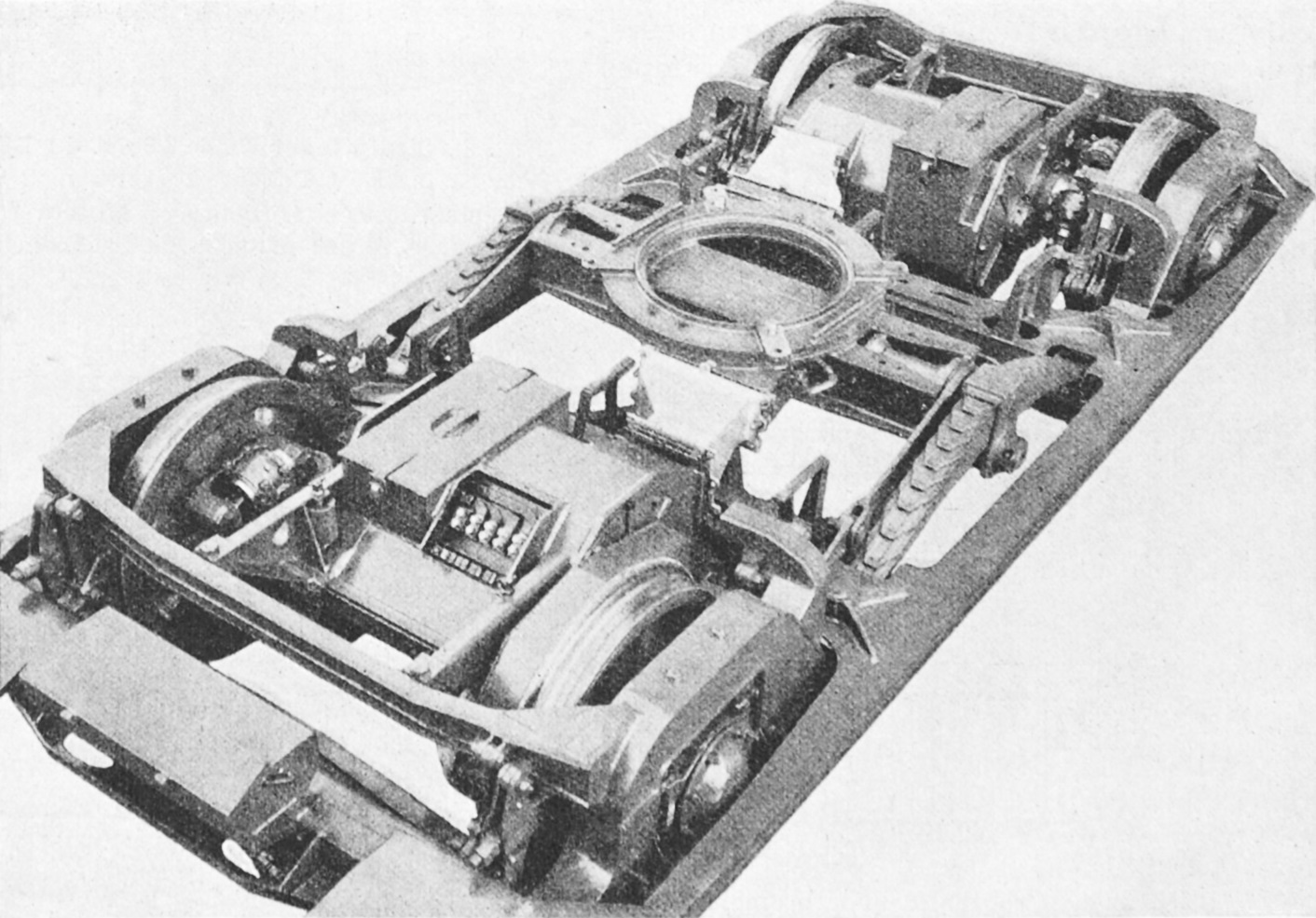
Triebdrehgestell der BCFZe 4/6 und des CFZ 2/6. Der Wagenkasten stützte sich über den Drehring in der Mitte auf eine Wiege ab.

Die beiden Wagenkästen ruhten bei allen Triebwagen auf drei zweiachsigen Drehgestellen, wobei das mittlere Laufdrehgestell beide Kasten abstützte. Bei den BCFZe 4/6 waren die beiden Enddrehgestelle angetrieben, beim CFZe 2/6 nur dasjenige unter dem Personenabteil. In den Triebdrehgestellen lagerten je zwei durchgehende Achsen in Rollenlagern, die mit einer Torsionsstabfederung abgefedert wurden. Bei den Laufdrehgestellen kamen unterschiedliche Ausführungen zum Einbau. Die beiden Kasten der der BCFZe 4/6 stützten sich über Blattfedern auf das geschweisste Mitteldrehgestell mit zwei durch Schraubenfedern abgefederte Achsen ab. Die nach dem System SIG-Liechty im Drehgestell angelenkten Achsen konnten sich in den Kurven radial eingestellt, wodurch der lange Radstand im Drehgestell möglich wurde. Das Drehgestell war so konstruiert, dass der Gelenktriebwagen in einer Werkstatt innerhalb von 20 Minuten getrennt werden konnte.

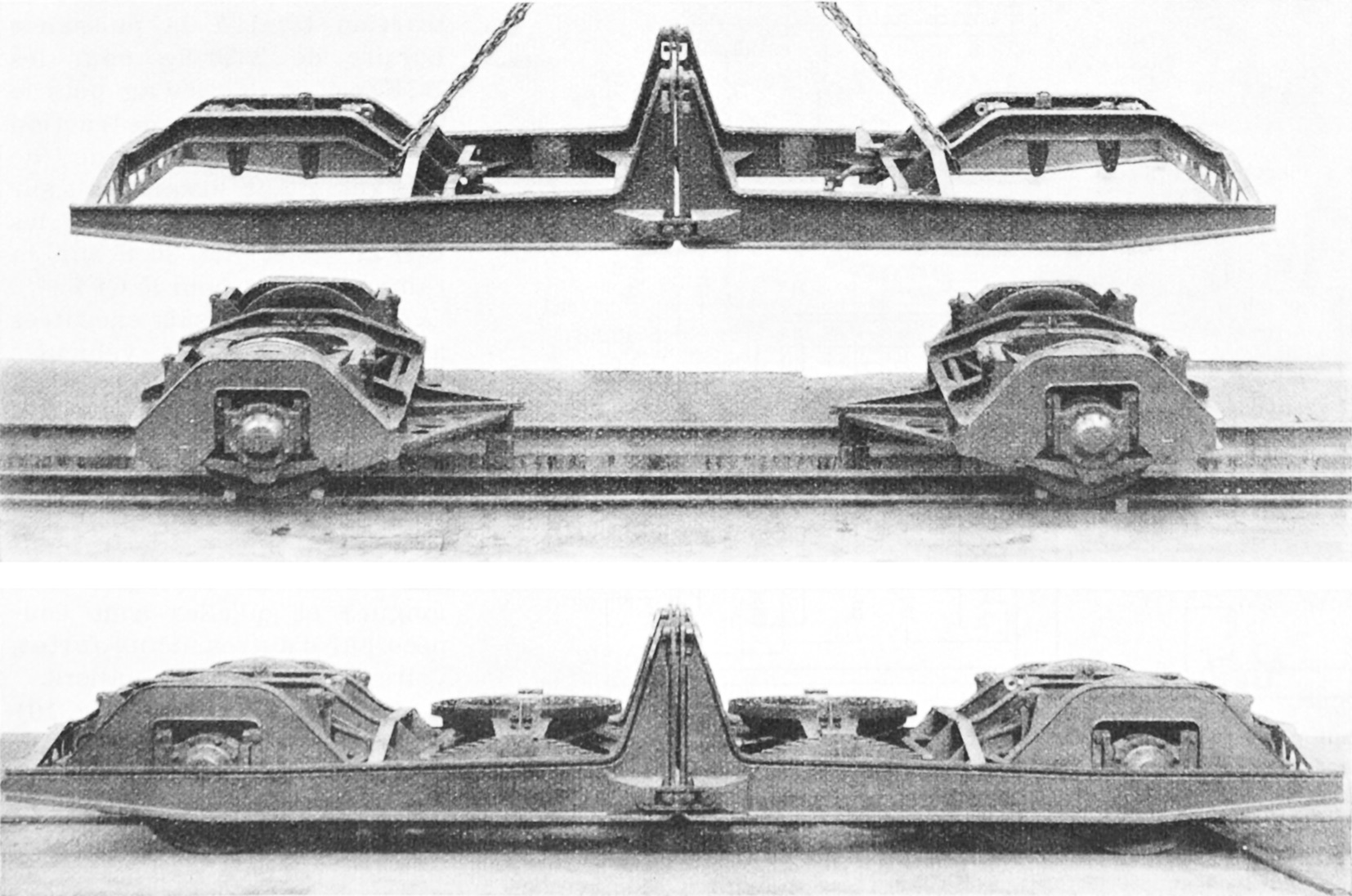
Mitteldrehgestell der BCFZe 4/6, oben mit abgehobenen Drehgestellrahmen und den angelenkten SIG-Liechty-Achsen, unten zusammengebaut

Bei den beiden Laufdrehgestellen des CFZe 2/6 handelte es sich um von der Schweizerischen Lokomotiv- und Maschinenfabrik (SLM) entwickelte Duplex-Drehgestelle mit Einzelrädern, die nur Stummelachsen besassen. Die beiden Drehgestelle waren gegenüber dem Kasten mit einer neuartigen Schwinghebelfederung abgefedert, die leichter war als Blattfedern und bessere Federeigenschaften versprach.
Auch die Antriebe unterschieden sich. Bei den BCFZe 4/6 wurde ein vollständig abgefederter SAAS-Meyfarth-Federtopfantrieb eingebaut, der für die Höchstgeschwindigkeit von 110 km/h geeignet war. Das Getriebe hatte eine Übersetzung von 1 : 3,50 erhalten. Beim CFZe 2/6 kam der einfachere und kostengünstige Tatzlagerantrieb zum Einsatz. Wegen des Getriebes mit einer Übersetzung von 1 : 5,23 sank die Höchstgeschwindigkeit auf 80 km/h zugunsten einer höheren Zugkraft.

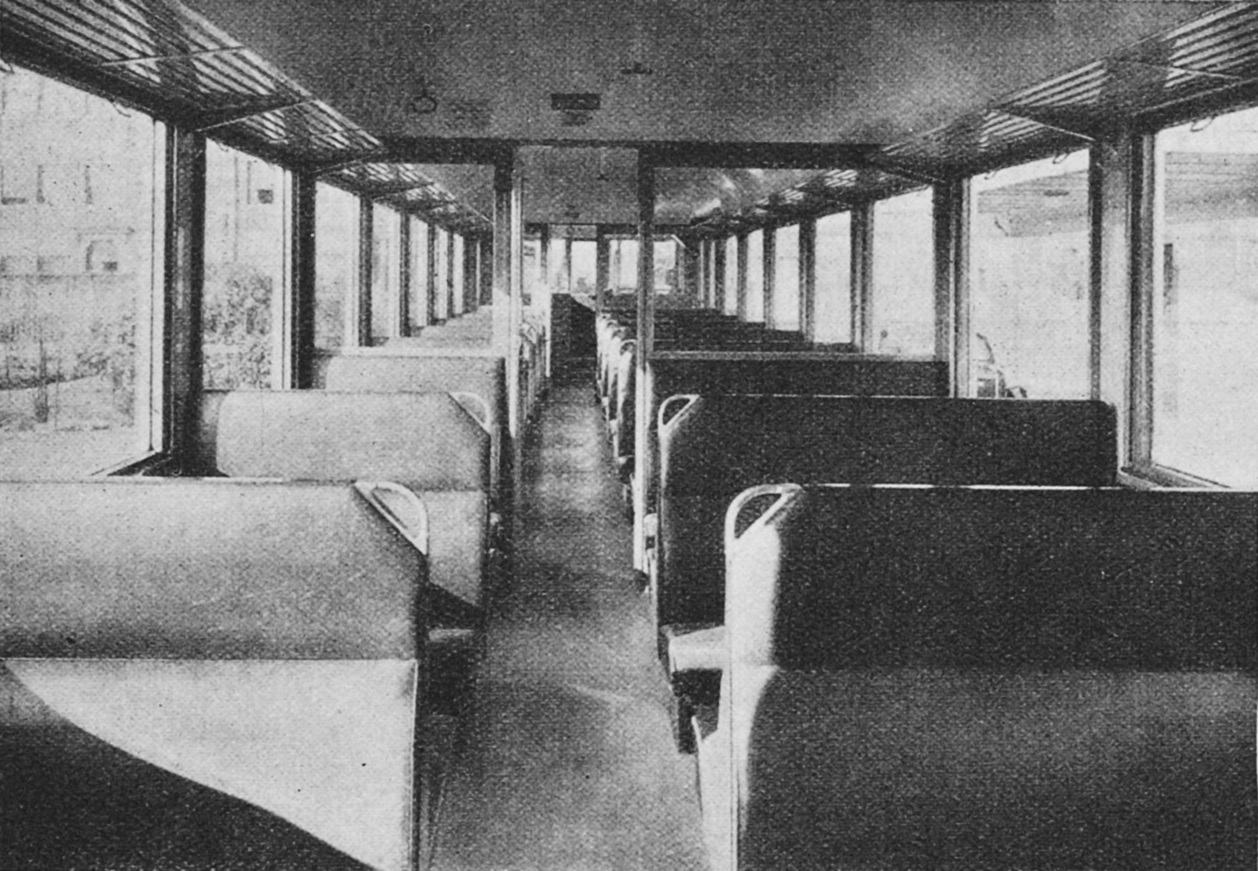
Lichtdurchflutetes Drittklassabteil eines BCFZe 4/6 mit Sitzplatzanordnung 2 + 3

Die Blauen Pfeile wiesen mit einer guten Durchsicht dank viel Glas und zweckmässiger Anordnung der Inneneinrichtung wesentliche Merkmale des in den 1930er-Jahren aufgekommenen Bauhausstils auf. In der dritten Wagenklasse war die Sitzplatzanordnung 2 + 3, in der zweiten Klasse der BCFZe 4/6 2 + 2. Die längs angeordneten Gepäckablagen machten die Drittklassabteile übersichtlicher. Deren Sitze waren leicht gepolstert, was gegenüber den damals üblichen Holzbänken den Komfort verbesserte. Der Durchgang durch das Gelenk in der Mitte des Gelenktriebwagens bestand aus einem Faltenbalg, der den Personenübergang vor Nässe schützte. Dank den druckluftbetrieben aussenbündigen Türen waren der Triebwagen für den Betrieb als sogenannte Tramzüge ohne Zugführer geeignet. Der Versuch mit der zeitaufwendigen Billettkontrolle durch den Lokomotivführer bewährte sich jedoch nicht.

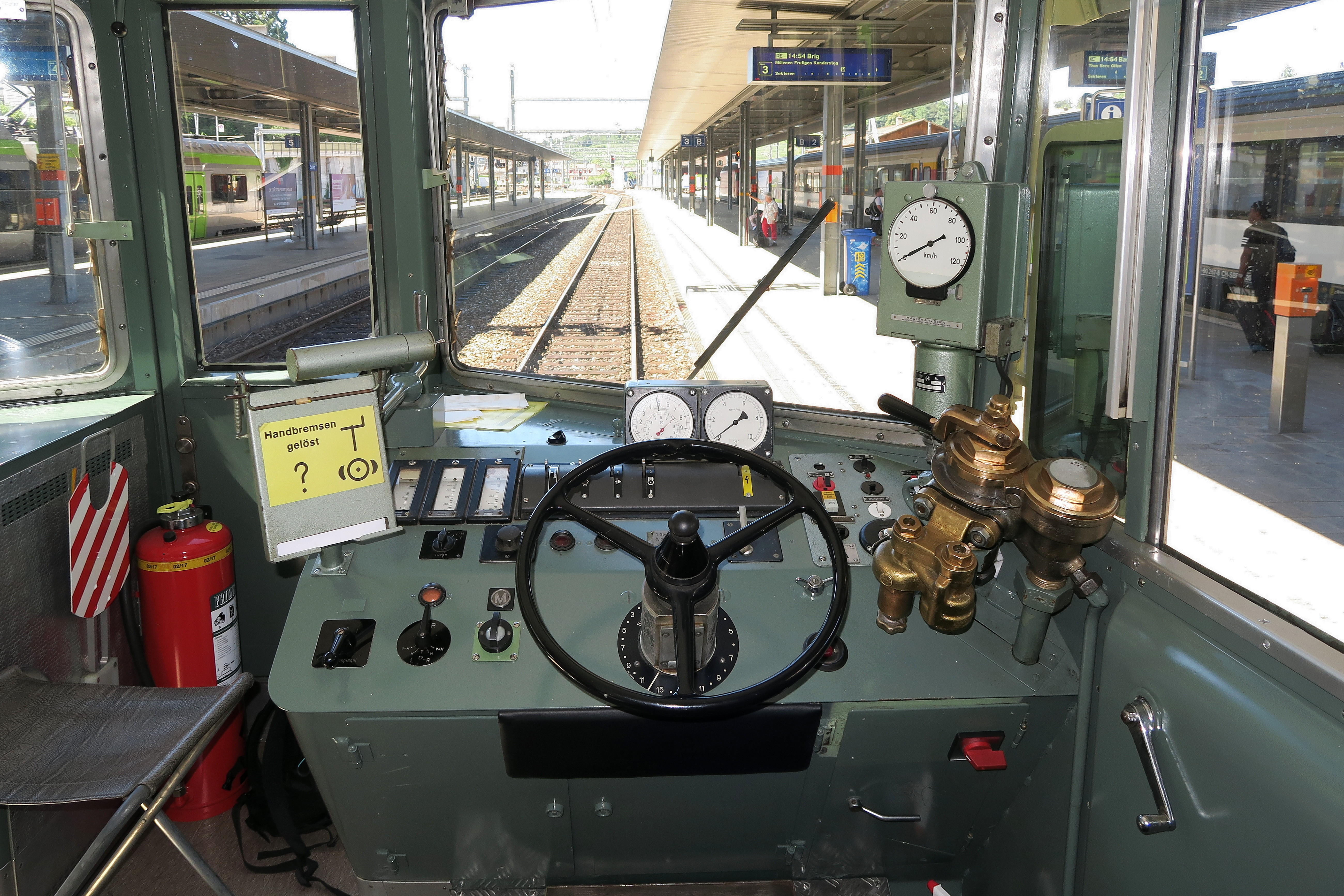
Führerstand des BCFe 4/6 736

Die Triebwagen waren für sitzende Bedienung eingerichtet. Die Führerstände waren, im Gegensatz zu den SBB, rechts angeordnet. Verzögert wurden die Gelenktriebwagen mit einer automatischen Bremse nach Bauart Westinghouse. Eine Rangierbremse oder eine Umschaltmöglichkeit auf die langsamere G-Bremse waren nicht vorhanden. Das Fehlen einer R-Bremse beschränke die Höchstgeschwindigkeit auf 110 km/h. Eine Sicherheitssteuerung war seit der Ablieferung eingebaut, auf eine Vielfachsteuerung wurde verzichtet.

### Elektrische Ausrüstung

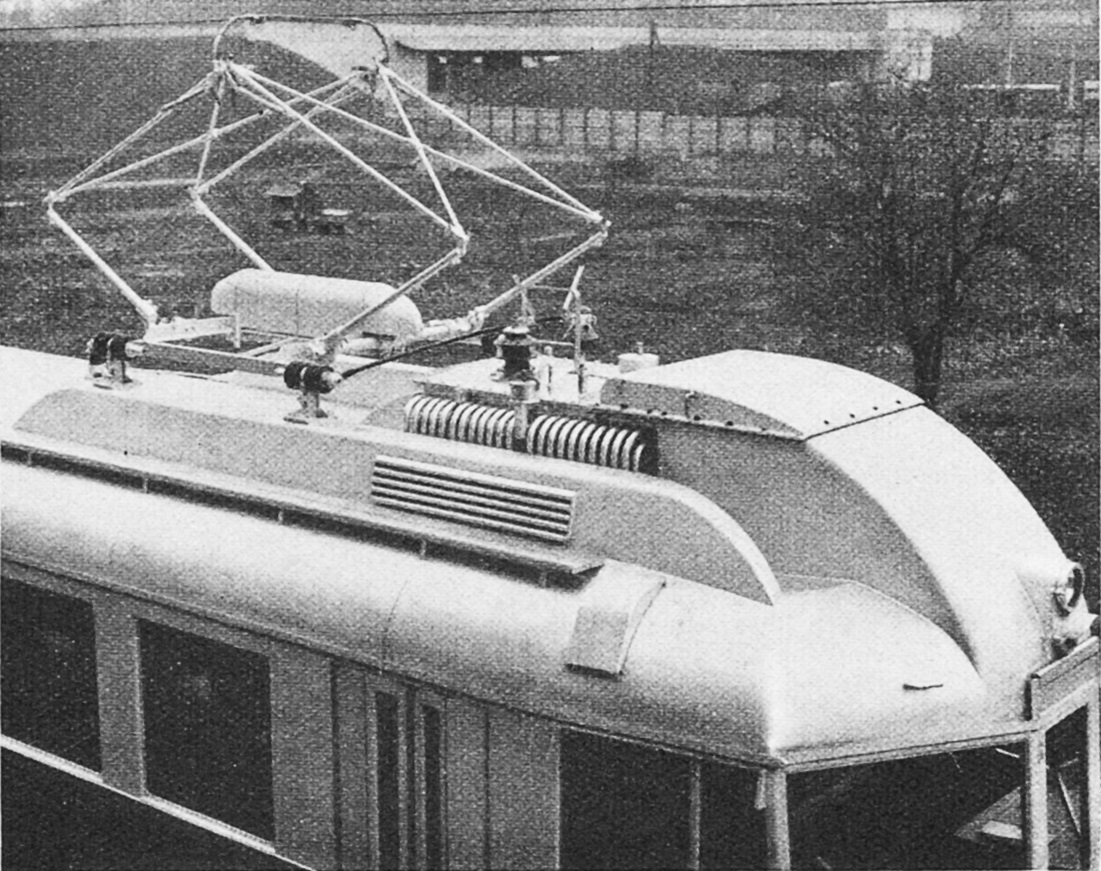
Nicht zu übersehen war der auf dem Dach platzierte Transformator.

Die elektrische Ausrüstung der BCFZe 4/6 und des CFZe 2/6 waren grundsätzlich gleich, bei den BCFZe 4/6 war sie jedoch doppelt vorhanden. Die BCFZe 4/6 hatten zwei Stromabnehmer, die über eine Dachleitung miteinander verbunden waren. Der CFZe 2/6 besass nur einen Stromabnehmer, jedoch mit einer doppelten Schleifleiste, die sich bereits bei den Ce 2/4 und den Roten Pfeilen der SBB bewährt hatte.
Pneumatisch betätigte Schütze schalteten in 15 Fahrstufen die einzelnen Anzapfungen des Transformators mit Hilfe eines  Überschaltwiderstands und einer Drosselspule. Damit sichergestellt war, dass bei den BCFZe 4/6 die Hüpferbatterien in den beiden Wagenhälften gleichzeitig schalteten, waren sie mit einer durch das ganze Fahrzeug geführten Welle verbunden.
Eine elektrische Widerstandsbremse mit 12 Bremsstufen erlaubte verschleissfreies Bremsen. Die für die Heizung notwendige Spannung von 1000 Volt wurde dem Transformator entnommen und zu den Heizkörpern im Fahrzeug und den Steckdosen der Heizleitung geführt. Bei den BCFZe 4/6 fehlte eine durchgehende Heizleitung, jeder Wagenteil hatte eine autonome Heizstromversorgung.

## Änderungen und Umbauten

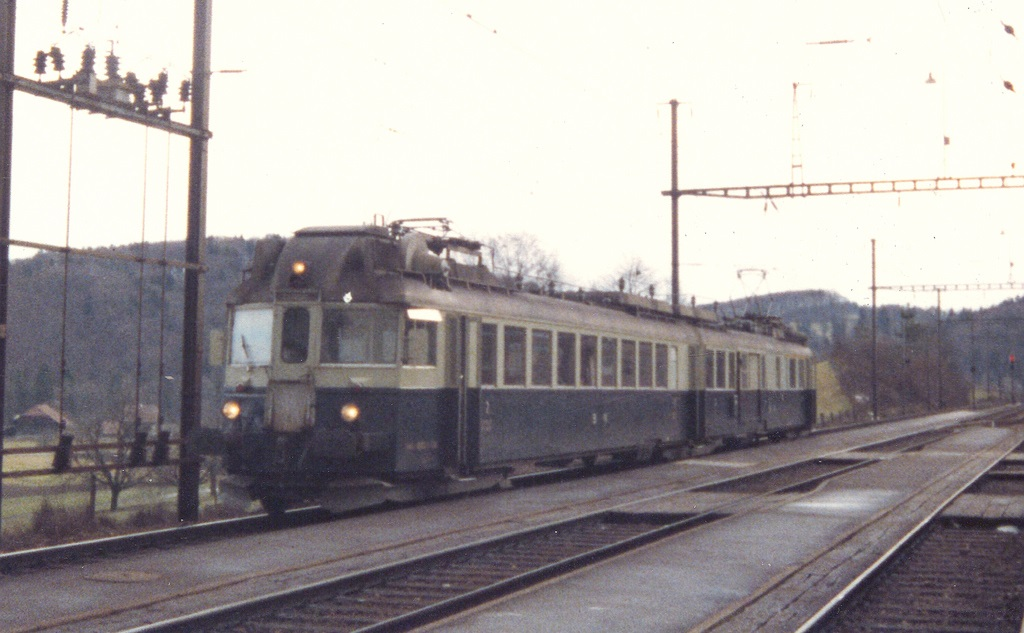
1962 erhielten die Triebwagen neue Bezeichnungen. BN-Triebwagen Nr. 736 als ABDZe 4/6 in Gümmenen.

Angesichts der vielen technischen Neuerungen erstaunt es nicht, dass die Triebwagen unter Kinderkrankheiten zu leiden hatten. Nachdem die Laufdrehgestelle des CFZe 2/6 mit Einzelrädern mehrmals entgleisten, wurden sie 1944 durch solche der SIG mit durchgehenden Achsen und Torsionsstabfederung ersetzt. Anstelle der überlasteten SAAS-Meyfarth-Federtopfantriebe erhielten die BCFZe 4/6 im Jahr 1945 BBC-Federantriebe, die sich bereits bei den Ae 4/4 bewährt hatten.

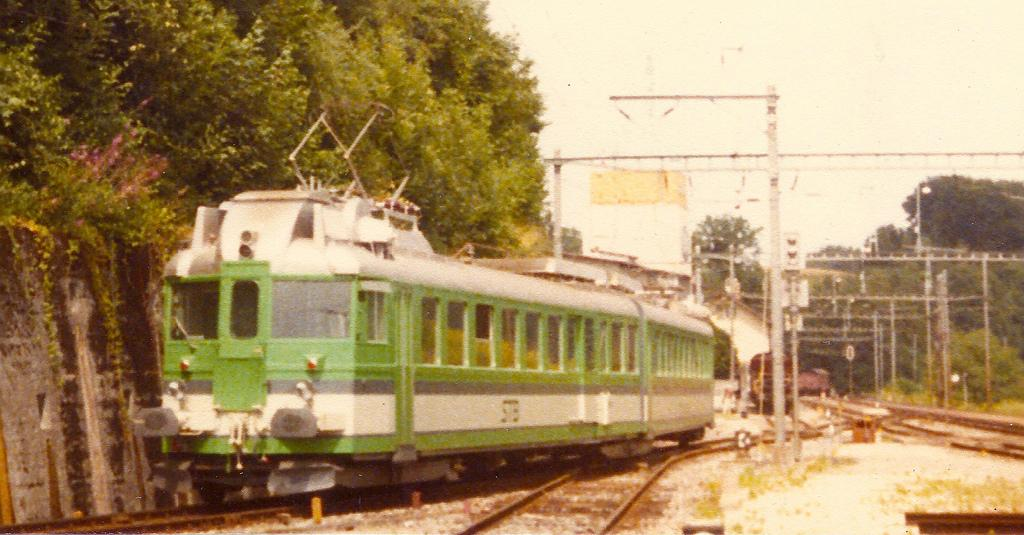
1985 kamen zwei Blaue Pfeile mit einem neuen Anstrich zur Sensetalbahn. BDe 4/6 102 in Gümmenen.

Anlässlich der Fusion der BSB mit der Gürbetalbahn (GTB) zur Gürbetal-Bern-Schwarzenburg-Bahn (GBS) wurde die unübliche Fahrzeugnummer des CFZe 2/6 681 in 750 geändert. 1947 bis 1949 war der BCFZe 4/6 731 versuchsweise grün gestrichen.
Die langen Wellen zwischen der Hüpferbatterien der beiden Hälften der BCFZe 4/6 wurden ausgebaut und die bisherige Schützensteuerung durch eine neue Steuerung ersetzt. Gleichzeitig wurde die Zahl der Bremsstufen auf 11 reduziert, um eine Überlastung der Bremswiderstände zu vermeiden. Als die Strecken der BLS-Gruppe mit der Zugsicherung Integra-Signum ausgerüstet wurden, wurden die entsprechenden Fahrzeugmagnete und Bedienelemente eingebaut. Die BCFZe 4/6 wurden mit doppelten Schleifleisten nachgerüstet.
Weil einer der neu abgelieferten ABDe 4/8 die Nummer 751 für sich beanspruchte, erhielt 1960 der BDFe 2/6 der GBS die Nummer 711. Gleichzeitig wurde die Ventilation der Fahrmotoren verbessert. Die Aufhebung der ersten Wagenklasse und die Umbenennung der Gepäckabteile führten ab 1962 zu den neuen Bezeichnungen BDZe 2/6 und ABDZe 4/6. 1966 wurden über dem Triebdrehgestell des BDZe 2/6 vier Tonnen Blei zur Erhöhung des Adhäsionsgewicht angebracht. Später erhielten die Führerstände ausklappbare Rückspiegeln.
1972 bis 1974 erhielt die antriebslosen Seite des BDZe 2/6 nach einer Kollision einen neuen moderneren Führerstand, womit der Triebwagen zwei unterschiedliche Stirnseiten besass.
Nach dem Verkauf an die Sensetalbahn 1985 erhielt der Triebwagen Nummer 103 einen neuen grünen Anstrich und abgerundete Fensterecken, das Erstklass- und das Postabteil wurde entfernt. Der BDe 4/6 102 diente als Ersatzteilspender und wurde 1997 abgebrochen.

## Betriebseinsatz

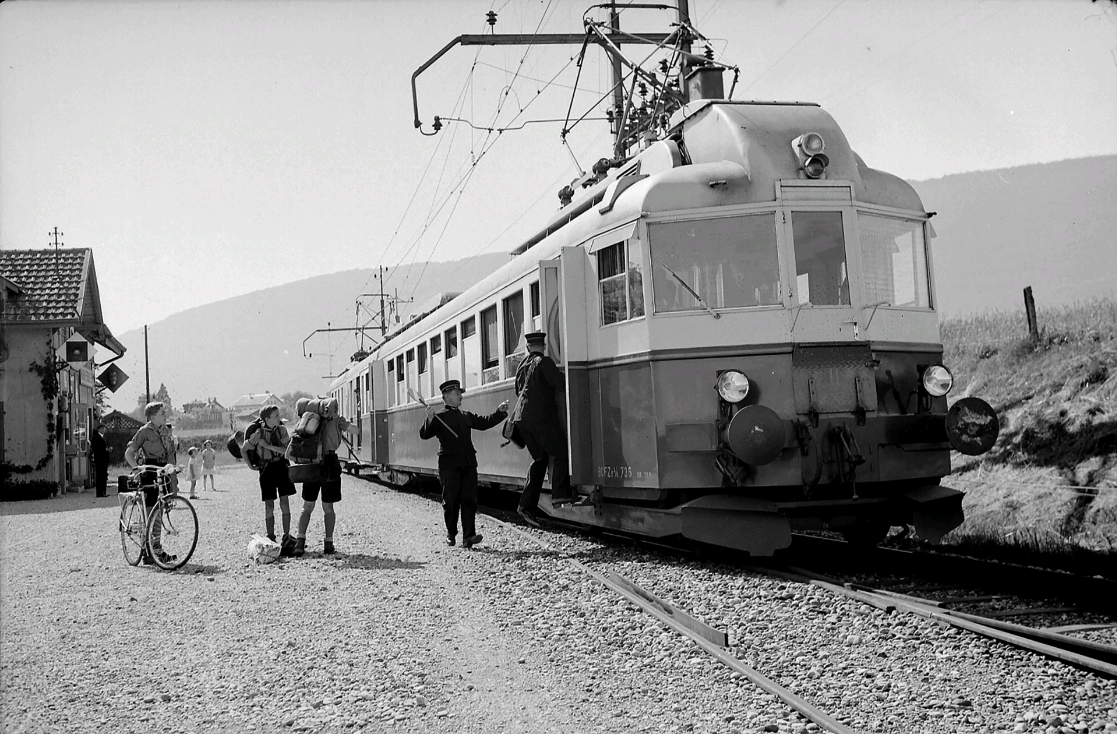
Blauer Pfeil BCFZe 4/6 736 der BN in Marin-Epagnier

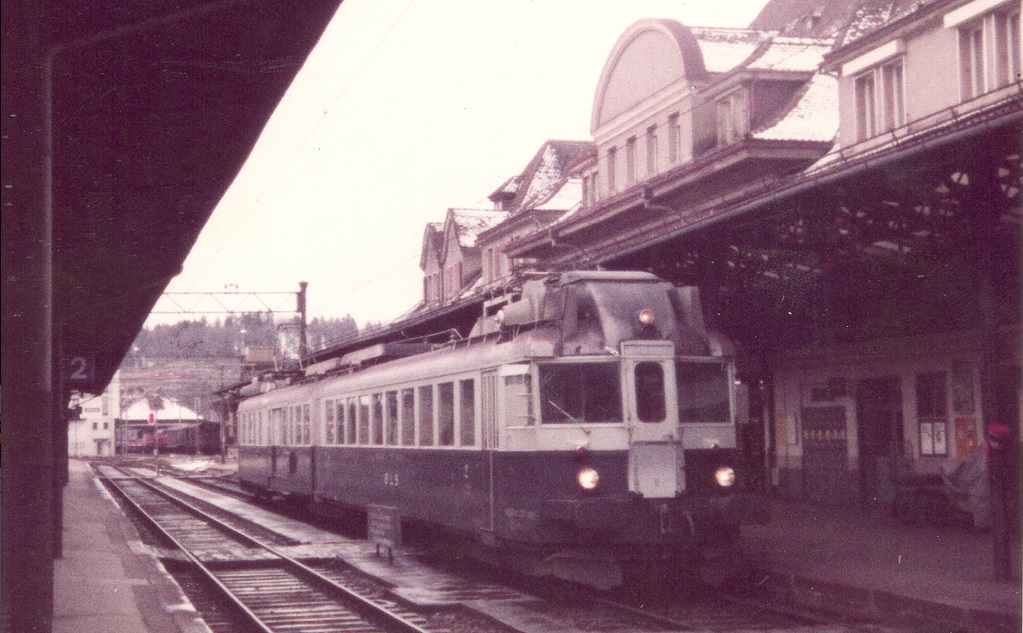
ABDZe 4/6 731 in den letzten Betriebsjahren in Spiez.

Der CFZe 2/6 681 wurde 1938 an die BSB übergeben und auf der Bahnstrecke Bern Fischermätteli–Schwarzenburg eingesetzt. Die BCFZe 4/6 736 und 737 der BN wurden wie der CFZe 2/6 im Depot Bern-Holligen stationiert und verkehrten zwischen Bern und Neuenburg im Regional- und Schnellzugsverkehr. Der BCFZe 4/6 731 der BLS wurde zusammen mit der heute noch existierenden Ae 6/8 205 an der Landesausstellung 1939 in Zürich der Bevölkerung präsentiert. Anschliessend wurde der Triebwagen dem Depot Spiez zugeteilt und führte Regionalzüge auf der Lötschberg-Nordrampe oder kam auf anderen Strecken der BLS-Gruppe zum Einsatz.
Nach der Ablieferung der Hochleistungstriebwagen Ce 4/4 ab 1953 verkehrten die beiden BCFZe 4/6 der BN nur noch im Regionalverkehr. Der BCFZe 4/6 731 der BLS wurde vom Gürbetal auf die Lötschberg-Nordrampe versetzt. Ab dem Jahr 1971 wurde der BDZe 2/6 vermehrt im Vorortsverkehr der Region Bern eingesetzt und die Kilometerleistungen gingen zurück. Nachdem 1982 die ersten RBDe 4/4 abgeliefert waren, dienten der BDZe 2/6 und die ABDZe 4/6 als Reserve. Der BDZe 2/6 kam 1983 auf der Sensetalbahn zum Einsatz, ein ABDZe 4/6 wurde während eines Monats an den Régional du Val-de-Travers (RVT) ausgemietet. 1985 wurden der ABDZe 4/6 731 und 736 an die Sensetalbahn (STB) verkauft, wo sie als BDe 4/6 102 und 103 bezeichnet wurden.

## Historisches Fahrzeug

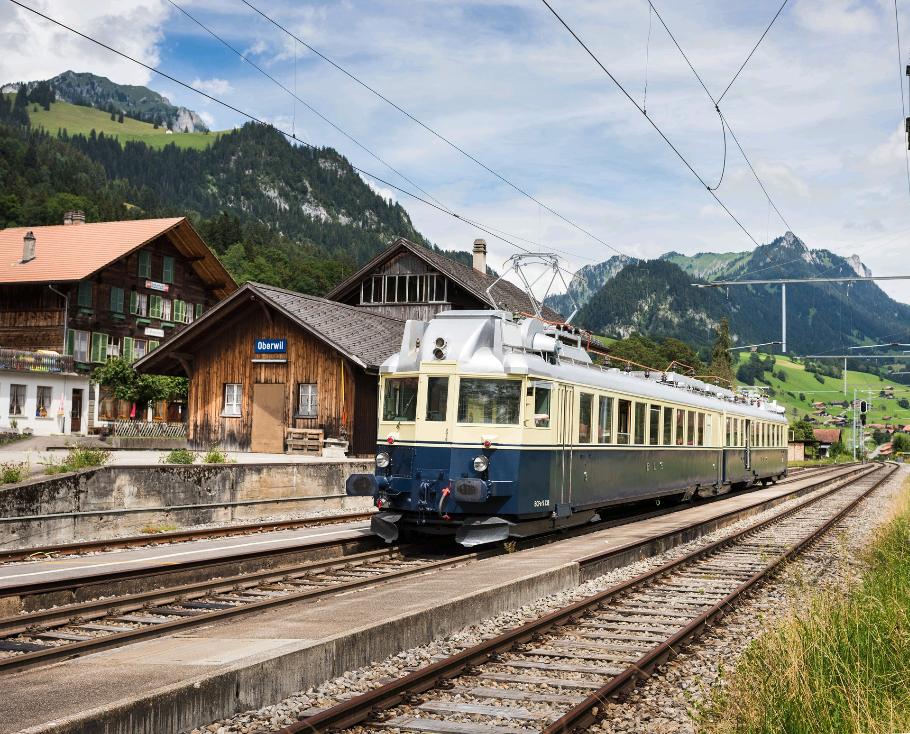
BCFe 4/6 736 als historisches Fahrzeug in Oberwil im Simmental

1999 rangierte die STB den BDe 4/6 103 aus und übergab ihn dem Tramverein Bern (TVB), der ihn in den Originalanstrich blau-crème zurückversetzte. 2011 kaufte die BLS-Stiftung den Blauen Doppelpfeil, befreite ihn vom Asbest und nahm eine Totalsanierung des Wagenkastens mit Neuanstrich vor. Motoren, Transformatoren und Drehgestelle wurden überholt, die eckigen Fenster wiederhergestellt und die Zugsicherung ETM-S eingebaut.  Seit 2014 steht das betriebsfähig restaurierte Fahrzeug bei der BLS als BCFe 4/6 736 für Charter- und Publikumsfahrten zur Verfügung. 2016 erhielt mit dem Blauen Pfeil erstmals ein mobiles Kulturgut den Schweizer Denkmalpreis.
Die bestehende Substanz und die Baugeschichte des Zuges werden weitgehend respektiert. Die beiden Postabteile und die damalige 2. Klasse wurden nicht rekonstruiert. Für die Authentizität des Zuges wurden jedoch einige zentrale charakteristische Merkmale des Erscheinungsbilds von 1938 wieder hergestellt.
- Der Anstrich des Triebwagens erhielt die Erscheinung von 1938. Die 1986 eingeschweissten Abrundungen der Fensterecken wurden wieder entfernt.
- Der Platz neben dem Führerstand wurde wie 1938 wieder öffentlich zugänglich gemacht.
- Wagenkasten I: Das Gepäckabteil und die Gefängniszelle wurden restauriert und behalten das Erscheinungsbild von 1938. Das 1984 erstellte 2. Klasse-Abteil wird als Zeuge seiner Zeit respektiert und entsprechend restauriert.
- Wagenkasten II: Die Toilette und der Fahrgastraum werden restauriert und behalten das Erscheinungsbild von 1938. Im Passagierabteil wurde im Zuge des teilweise notwendigen Materialersatzes eine Annäherung an den Zustand 1938 angestrebt.[2]